# Делявинь, Франц Александрович
Франц Александрович Делявинь, встречается также как Делавинь, Делявин, Делавин, Де-Лявинь, де Лавин, де Лавинье (фр. Gislain Francois de la Vigne; 1767, Амьен, Пикардия, Франция — 1826, Харьков, Российская империя) — учёный, ботаник, педагог, профессор ботаники Императорского Харьковского университета, один из первых профессиональных ботаников, работавших на территории Российской империи.

## Биография
Французского происхождения. Сперва служил пастором в Амьене, покинул родину из-за Французской революции 1792 г.. Учился в Гёттингенском университете. В 1794—1799 годах обучался в Эрлангенском университете, получив степень доктора медицины. Ученик натуралиста Иоганна Христиана фон Шребера. Делявинь посвятил учителю свою книгу «Flore germanique…» («Германская флора»).

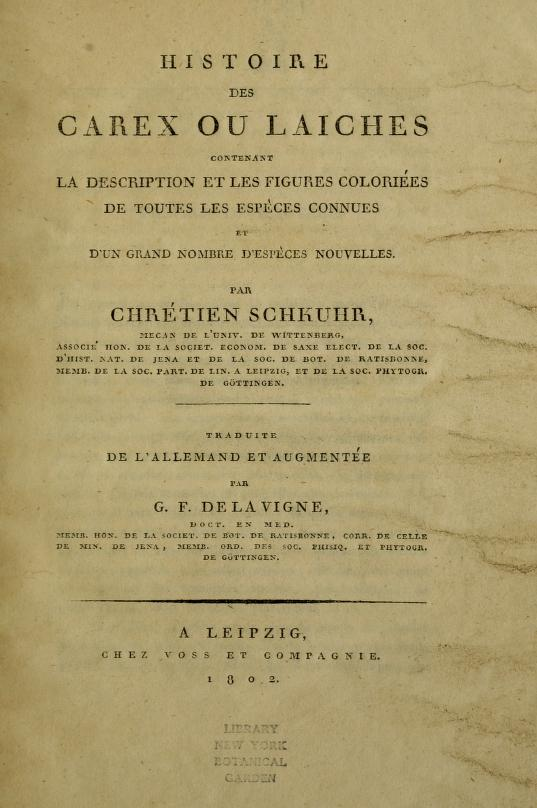
Histoire des Carex…1802

Ему также принадлежит и перевод на французский язык книги К. Шкура об осоках. Её полное немецкое название «Beschreibung und Abbildung der theils bekannten, theils noch nicht веschriebenen Arten von Riedgräsern, nach eigenen Beobachtungen, und vergrosserter Darstellung der kleinsten Theile» (Описание и изображение частью известных, частью ещё не описанных видов осок по собственным наблюдениям и увеличенное изображение маленьких частей). Книга под названием «Histoire des carex ou laiches contenant la description et les figures coloriées de toutes les espèces connues et d’un grand nombre d’espèces nouvelles», вышла в 1802 году.
В Харьковском Императорском университете Ф. А. Делявинь проработал со дня его основания в 1804 г. вплоть до своей смерти в 1826 г.
Был первым заведующим кафедрой естественной истории и ботаники Императорского Харьковского университета, первым директором харьковского университетского ботанического сада, заведовал зоологическим кабинетом, ставшим впоследствии известным харьковским Музеем природы, на протяжении ряда лет избирался деканом физико-математического отделения университета.
Среди его учеников ботаник В. М. Черняев.

## Избранные труды
- «Sur les plantes recherchées des abeilles et les sites, qui leur sont le plus avantageux» (О растениях, отыскиваемых пчёлами, и о наиболее благоприятных местах их произрастания). Речь, произнесённая в торжественном собрании Харьковского университета — Харьков, 1808.
- «Du dépérissement annuel des forêts et de la nécessité pressante de les réparer et de les entretenir» (О ежегодном истреблении лесов и необходимости сбережения оных). Речь, произнесённая в торжественном собрании Харьковского университета — Харьков, 1817 г. (опубликована в 1818 г.)

## Память
В его честь названы
- Тонконог Делявиня — Koeleria delavignei Czern
- крестовник Senecio delavigniana